# Pseudoplectania
Pseudoplectania Fuckel (czareczka) – rodzaj grzybów należący do rodziny Sarcosomataceae.

## Systematyka i nazewnictwo
Pozycja w klasyfikacji według Index Fungorum: Sarcosomataceae, Pezizales, Pezizomycetidae, Pezizomycetes, Pezizomycotina, Ascomycota, Fungi.
Synonim nazwy naukowej: Melascypha Boud.
Nazwy polskie według M.A. Chmiel.
Gatunki:
- Pseudoplectania affinis M. Carbone, Agnello & P. Alvarado 2014
- Pseudoplectania carranzae (Calonge & M. Mata) M. Carbone, Agnello & P. Alvarado 2013
- Pseudoplectania episphagnum (J. Favre) M. Carbone, Agnello & P. Alvarado 2014
- Pseudoplectania kumaonensis Sanwal 1953
- Pseudoplectania lignicola S. Glejdura, V. Kučera, Lizoň & V. Kunca 2015 – czareczka błoniastozarodnikowa
- Pseudoplectania nigrella (Pers.) Fuckel 1870 – czareczka czarniutka
- Pseudoplectania ryvardenii Iturr., Mardones & Urbina 2012
- Pseudoplectania sphagnophila (Pers.) Kreisel 1962 – czareczka torfowcowa
- Pseudoplectania stygia (Berk. & M.A. Curtis) Sacc. 1889[4]
- Pseudoplectania tasmanica M. Carbone, Agnello & P. Alvarado 2014
- Pseudoplectania melaena (Fr.) Sacc. 1889 – czareczka czarniawa

Wykaz gatunków (nazwy naukowe) na podstawie Index Fungorum. Nazwy polskie według M.A. Chmiel i rekomendacji Komisji ds. Polskiego Nazewnictwa Grzybów przy Polskim Towarzystwie Mykologicznym.